# Die Musterknaben – Der Film
Die Musterknaben ist eine deutsche Kriminalkomödie des Regisseurs Ralf Huettner aus dem Jahr 1997. Es handelt sich dabei um den Pilotfilm der dreiteiligen gleichnamigen Filmreihe mit Jürgen Tarrach und Oliver Korittke in den Hauptrollen.

## Handlung
Jürgen Docker und Oliver Dretzke, Kriminalhauptkommissare Polizei Köln müssen auf Anforderung der Rauschgiftfahndung des LKA Düsseldorf eine Wohnung in der Kölner Innenstadt observieren, abwechselnd mit 2 Düsseldorfer Kollegen. Da sich dort nichts tut, vertreiben die beiden sich verbotenerweise in der nächsten Kneipe herum, wo sich Docker in die adrette holländische Bardame Wanda, die von ihrem mutmaßlichen Freund und Kneipenbesitzer geschlagen wurde, verguckt.
Docker trifft sie und will sie beeindrucken, indem er aus dem Nähkästchen plaudert. Dabei erzählt er, welches Haus sie observieren. Wanda ruft bei einer Freundin, die in dem Haus wohnt, an und spricht ihr auf den Anrufbeantworter. Dies hören Docker und Dretzke beim Überwachen und brechen daraufhin in die Wohnung ein, um die Nachricht zu löschen.
Dabei stellen sie auch fest, dass es einen ihnen bislang nicht bekannten Hinterausgang über die Tiefgarage gibt.
Docker hat außerdem den Verdacht, dass die ihm gegenüber arrogant auftretenden LKA-Beamten mit den Drogenhändlern unter einer Decke stecken und startet gegen den Rat von Dretzke entsprechende Recherchen.
Während einer Nachtschicht verbringt Docker die Zeit mit Wanda. Als er zurückkehrt zur observierten Wohnung ist der Schichtwechsel bereits erfolgt. Er sieht die Düsseldorfer Kollegen gerade mit einem Koffer in einen Wagen einsteigen und in die Tiefgarage fahren. Er folgt ihnen und trifft in der Tiefgarage seinen Kollegen Dretzke. Sie alarmieren Kölner Kollegen.
Währenddessen wollen die Düsseldorfer Polizisten, die um Amtshilfe gebeten hatten, mit dem Holländer Wouters in der Wohnung das Drogengeschäft abwickeln. Dabei kommt es zu einer Schießerei, bei der der Düsseldorfer Kamphausen seinen Kollegen und einen der Verbrecher erschießt sowie einen weiteren, Wouters, anschießt und anschließend die Tat auf andere schiebt.
Docker und Dretzke werden beurlaubt. Derweil kommt Wanda mit einer Freundin zu Docker, um ein Treffen mit Wouters zu arrangieren. Beim Treffen in einem Saturn-Markt erzählt Wouters, dass er während der gescheiterten Übergabe den Anrufbeantworter mitlaufen ließ, was die Schuld Kamphausens beweisen würde. Jedoch
kommt auch Kamphausen und weitere Polizisten hinzu. Docker kann fliehen und alarmiert Dretzke. Er fährt in die Wohnung, um den Anrufbeantworter zu holen und hört das Band an, während Kamphausen dazukommt und Docker mit seiner Waffe bedroht. Schließlich kommt Dretzke herein mit einem Türknauf als Waffe, Docker kann Kamphausen dabei überwältigen.
Am Ende verabschiedet sich Wanda von Docker und kehrt zu ihrem Freund und Kneipenbesitzer zurück.

## Produktionsnotizen
Die Musterknaben wurde von Dieter Ulrich Aselmann durch die neue deutsche Filmgesellschaft produziert. Die Dreharbeiten fanden vom 2. September 1996 bis zum 10. Oktober 1996 in Köln und Umgebung statt.

## Kritik
Für die Redaktion vom film-dienst war Die Musterknaben eine „ganz auf die unterschiedlichen Charaktere der beiden Anti-Helden zugeschnittene Krimikomödie, die ihren Humor aus alltäglichen Situationen bezieht. Trotz einer wenig kinogerechten Fernsehbildästhetik eine unterhaltsame Abwechslung im deutschen Komödienallerlei, präzise inszeniert und überzeugend von einem spielfreudigen Ensemble gespielt.“